# Nothopegia heyneana
Nothopegia heyneana är en sumakväxtart som först beskrevs av Joseph Dalton Hooker, och fick sitt nu gällande namn av James Sykes Gamble. Nothopegia heyneana ingår i släktet Nothopegia och familjen sumakväxter. Utöver nominatformen finns också underarten N. h. linearifolia.